# De Leijen (meer)
De Leijen (Fries en officieel: De Leien) is een meer in de provincie Friesland (Nederland), gelegen tussen Oostermeer (Eastermar) en Opeinde (De Pein). Het is ontstaan door veenafgraving en daarom op veel plaatsen ondiep. Door het meer loopt een vaargeul die aansluit op de Opeindervaart naar Opeinde op de Lits naar Eastermar en naar Rottevalle (De Rottefalle). Aan de oostkant van het meer is een strandje met horecagelegenheid en camping. Het meer en de oevers zijn voor een groot deel in handen van Staatsbosbeheer. De Leijen is bekend als een natuurgebied waarin onder andere veel bijzondere vogelkolonies zijn.

## Recreatie
In het kader van de ontwikkeling van de Lits-Lauwersmeerroute werd het meer aan het begin van de eenentwintigste eeuw geschikter voor recreatie en toerisme. De provincie Friesland gaf twee miljoen euro uit om de recreatieve en ecologische toestand van het meer te verbeteren. Hier en daar zijn eilandjes met aanlegplaatsen gecreëerd, drie daarvan kregen in 2006 de namen 'De Rôt', 'Reitsma's Pôlle' en 'De Baalder'. Er zijn ook veel eilandjes voor watervogels. De vaarroutes en toegankelijkheid zijn verbeterd door vaargeulen aan te leggen. De havens in de omgeving van de Leijen werden in het kader van hetzelfde project ook opgeknapt en verbeterd. Zo kreeg De Tike (gelegen aan de westkant van de Leijen) een klein haventje en Oostermeer nieuw watersportterrein met een passantenhaven met dertig ligplaatsen. In Opeinde werden ook nieuwe aanlegsteigers geplaatst.
Het zorgde voor een impuls voor het toerisme op en rondom de Leijen. Het natuurgebied wordt meer en meer omgezet in een recreatieplas. Voor zeilers en windsurfers is het meer door de vele eilandjes zandbanken en vaargeulen echter minder geschikt geworden.